# Aunque estés con él (canción)
«Aunque estés con él» es una balada interpretada por el cantautor puertorriqueño-estadounidense Luis Fonsi perteneciente al séptimo álbum de estudio Palabras del silencio (2008).

## Grabación y video de la canción
La canción fue escrita por Luis Fonsi y coescrita por Fernando Osorio. Para la preparación del disco, el cantante invitó a la Orquesta Sinfónica de Londres para colaborar con él en esta canción. El sencillo fue lanzado en la reedición CD-DVD del disco ",,Palabras del Silencio: Un Año Después", que se puso a la venta en el mes de septiembre de 2009., convirtiéndose en el cuarto single del disco. 
En esta reedición del álbum, la canción, además de su versión en balada, también cuenta con una versión remix en reguetón, grabada junto con Joan & O'Neill.   El videoclip se rodó en la ciudad de Miami con la dirección de Pablo Croce y la producción de Carlos Crose. Una característica del sencillo es su color en  blanco y negro Es una canción que habla de amores no correspondidos y que ha tenido mucho éxito, al menos, en el ámbito hispano. La historia de la canción se centra en los sentimientos que posee un hombre ante una mujer que ya tiene pareja.

## Posicionamiento
| Listas (2009/2010)               | Posiciones |
| -------------------------------- | ---------- |
| U.S. Billboard Latin Pop Airplay | 1          |

## Procesiones y sucesiones
| Predecesor: "Te pido perdón" de Tito El Bambino | Billboard Hot Latin Songs — Sencillo N° 1 29 de abril de 2010 | Sucesor: "Mientes" de Camila |